# Haigakura
Haigakura (ハイガクラ欠?) es una serie de manga japonesa escrita e ilustrada por Shinobu Takayama. Inicialmente se serializó en la revista Comic Zero Sum WARD de Ichijinsha desde enero de 2008 hasta mayo de 2015, cuando esa revista dejó de publicarse y luego se transfirió al sitio web de manga Zero-Sum Online en septiembre de 2015. Se establece una adaptación de la serie de televisión de anime producida por Typhoon Graphics se estrenó en octubre de 2024.

## Sinopsis
El mundo, apoyado por los cuatro dioses conocidos como los Cuatro Malvados, se encuentra en una situación crítica debido a la fuga de dos de ellos. Para traer de regreso a los dioses que huían, los oficiales de canciones conocidos como Kashikan usaban "canciones" y "danzas" para confinar a los dioses extranjeros en su propio "sai" y llevarlos de regreso. Los kashikans vinieron para arrestar a los dioses fugitivos y restaurar la estabilidad del país. Ichiyo entra en acción para reclamar a los dioses malvados y regresar a su vida pacífica. Él, del que se decía que había abandonado los estudios debido a su increíble sordera, también viaja por el país. ¿Hay dioses en Japón? Eso es lo que Ichiyo y Tenko intentan descubrir. Capturar dioses y traerlos a su tierra es en realidad su trabajo. Mientras se encuentran en el Japón moderno, se enfrentan a todo tipo de aventuras. ¿Podrán Ichiyo y Tenko encontrar dioses en Japón o habrán desaparecido todos?

## Personajes
Ichiyō (一葉?)
 Seiyū: Daisuke Namikawa (audio drama), Takeo Ōtsuka (anime, adulto), Junko Takeuchi (anime, joven)
Tenkō (滇紅?)
 Seiyū: Mamoru Miyano (audio drama), Kaito Ishikawa (anime)
Hakushurin (白珠龍?)
Seiyū: Lynn (anime)
Ransaiwa (藍采和?)
 Seiyū: Hiro Shimono (anime)
Sontō (孫登?)
 Seiyū: Satoshi Hino (anime)
Kaka (花果?)
 Seiyū: Asuka Tani (audio drama), Rie Kugimiya (anime)
Ryuu (龍王?)
 Seiyū: Mutsumi Tamura (anime)
Heikan (丙閑?)
 Seiyū: Ayumu Murase (anime)
Hōryūsei (峰龍井?)
 Seiyū: Gakuto Kajiwara (anime)
Hiki (比企?)
 Seiyū: Ryōhei Kimura (anime)
Sanu (山烏?)
 Seiyū: Ryōta Suzuki (anime)
Hakugō (白豪?)
 Seiyū: Kazuhiko Inoue (anime)
Sōkōmei (蒼香茗?)
 Seiyū: Daisuke Hirakawa (anime)
Ritekkai (李鉄拐?)
 Seiyū: Daisuke Kishio (anime)
Kanshōri (漢鍾離?)
 Seiyū: Ryūnosuke Watanuki (anime)
Rakan (羅漢?)
 Seiyū: Yūji Ueda (audio drama), Shinnosuke Tachibana (anime)
Bui (武夷?)
 Seiyū: Kohsuke Toriumi (audio drama), Kentarō Itō  (anime)
Jungei (春睨?)
 Seiyū: Akira Sasanuma (anime)
Gaishi (鎧糸?)
 Seiyū: Tatsumaru Tachibana (anime)
Gas Mask (ガスマスク Gasumasuku?)
 Seiyū: Atsushi Tamaru (anime)
Conejo Enmascarado (ウサギ仮面 Usagi Kamen?)
 Seiyū: Kazutomi Yamamoto (anime)

## Contenido de la obra

### Manga
El manga fue escrito e ilustrado por Shinobu Takayama, Haigakura inicialmente comenzó a serializarse en la revista Comic Zero Sum WARD de Ichijinsha el 16 de enero de 2008. El 16 de mayo de 2015, la revista dejó de publicarse y Haigakura fue posteriormente transferida al sitio web Zero-Sum Online. Al 24 de agosto de 2023, se han publicado dieciséis volúmenes.

### Anime
El 24 de agosto de 2023 se anunció una adaptación de la serie de televisión de anime. La serie está producida por Typhoon Graphics y dirigida por Junichi Yamamoto, con Yū Murai a cargo de la composición de la serie, Masaki Satō diseñando los personajes y Yuki Kurihara componiendo la música. Su estreno está previsto para el 7 de octubre de 2024 en Tokyo MX y otros canales. El tema de apertura es "Chaser" interpretado por Madkid, mientras que el tema de cierre es "Phoenix" interpretado por Hikaru Makishima. REMOW obtuvo la licencia de la serie y la transmitió internacionalmente fuera de Asia en Amazon Prime Video, en América del Norte en el canal de YouTube It's Anime, en Francia a través de Animation Digital Network y en América Latina a través de Anime Onegai. Muse Communication obtuvo la licencia de la serie en el Sudeste asiático.
El 17 de noviembre, se anunció la suspensión de manera indefinida el episodio 8 debido a problemas de producción. La serie volverá a emitirse el 4 de julio de 2025, con el nuevo episodio emitiéndose el 21 de agosto del mismo año.